# Station Tegal
Tegal is een spoorwegstation in de Indonesische provincie Midden-Java.

## Bestemmingen
- Argo Muria: naar Station Gambir en Station Semarang Tawang
- Bangunkarta: naar Station Jakarta Pasar Senen en Station Jombang
- Argo Cheribon naar Station Gambir
- Brantas: naar Station Tanah Abang en Station Kediri
- Fajar Utama Semarang: naar Station Jakarta Pasar Senen en Station Semarang Tawang
- Gumarang: naar Station Jakarta Pasar Senen en Station Surabaya Pasarturi
- Sembrani: naar Station Gambir en Station Surabaya Pasarturi
- Kertajaya: naar Station Jakarta Pasar Senen en Station Surabaya Pasarturi
- Matarmaja: naar Station Jakarta Pasar Senen en Station Malang
- Tawang Jaya: naar Station Jakarta Pasar Senen en Station Semarang Poncol
- Tegal Arum: naar Station Jakarta Pasar Senen
- Senja Utama Semarang: naar Station Jakarta Pasar Senen en Station Semarang Tawang
- Harina: naar Station Bandung en Station Semarang Tawang
- Argo Sindoro: naar Station Gambir en Station Semarang Tawang
- Kaligung: naar Station Semarang Poncol en Station Brebes